# Rajaluoto (ö på gränsen mellan Taipalsaari och Puumala)
Rajaluoto är en ö i Finland. Den ligger i sjön Saimen och i kommunerna Taipalsaari och Puumala och landskapen  Södra Karelen och Södra Savolax, i den södra delen av landet, 220 km nordost om huvudstaden Helsingfors. Öns area är 1,2 hektar och dess största längd är 210 meter i sydöst-nordvästlig riktning.